# 活性錯合体
活性錯合体（かっせいさくごうたい、英: activated complex、活性複合体とも）は、国際純正・応用化学連合（IUPAC）によって「ポテンシャルエネルギー面の鞍部（鞍点）のあるいはその近傍の任意の限りなく小さな領域に対応する原子の集団」と定義される。言い換えると、結合が切断して、新たな結合が形成されている間に持続する化学反応における中間構造の一群を指す。したがって、1つの明確な状態ではなく、むしろ原子の一群が明確に定義された生成物と反応物との間にある原子の一群が通過する幅広い過渡的な配置を表わす。
活性錯合体理論とも呼ばれる遷移状態理論（TST）の対象であり、TSTは標準生成ギブズ自由エネルギーΔG°‡を持つ明確な中間体を通過する反応の速度論を研究する。ダブルダガー記号によって表わされる状態は遷移状態と呼ばれ、特定の反応の反応物または生成物のいずれかを形成する等しい確率を有する厳密な配置を表わす。
活性錯合体はしばしば遷移状態と混同され、多くの教科書において意味の区別なく使われている。しかしながら、遷移状態が反応中の原子の最高ポテンシャルエネルギー配置のみを表わしているのに対して、活性錯合体が反応物から生成物への変換中に原子が通過する遷移状態近傍の幅広い配置を指す、という点で両者は異なっている。これは反応座標の観点から視覚化することができる。遷移状態は反応座標図の頂上での分子配置であるのに対して、活性錯合体は極大点近傍のいずれかの点をも指しうる。活性錯合体は部分的に反応物の、部分的に生成物の性質を有する。